# Tête du Lac-Autier
La tête du Lac-Autier est un sommet situé dans la haute Gordolasque, sur le territoire de la commune de Belvédère, dans le département des Alpes-Maritimes, en France.

## Géographie
La tête du Lac-Autier est la cime principale du chaînon du lac Autier. Elle est entourée à l'ouest par la cime Niré (2 666 m) et à l'est par le caïre Autier (2 676 m). La tête du Lac-Autier domine le lac Autier, au sud, dont elle est séparée par le pas du Niré. Elle fait partie du parc national du Mercantour. D'un point de vue géologique, la tête du Lac-Autier est constituée d'anatexites.

## Histoire
L'historique de la première ascension demeure inconnu. La première ascension de l'arête est a été effectuée par J.-L. Bensa, J.-M. Morisset et J.-P. Stucker, le 30 août 1948 et la première ascension de l'arête nord a été effectuée par R. Audibert et M. Alberti en septembre 1949.

## Accès
L'itinéraire de la voie normale démarre du refuge de Nice. Il rejoint ensuite le lac Niré, puis remonte à l'est du col du lac Niré, et suit la crête jusqu'au sommet.

### Cartographie
- Carte 3741OT au 1/25 000 de l'IGN : « Vallée de la Vésubie - Parc national du Mercantour »